# 文化宫站 (成都市)
文化宫站位于中国四川省成都市青羊区清江中路与中环路青羊大道段路口，是成都地铁4号线与7号线的换乘车站，于2015年12月26日启用。因紧邻成都市劳动人民文化宫而得名。本站是成都地铁首个主题车站，主题为“活力橙”，传递成都地铁运营有限公司“秉持真‘橙’，服务大众”的理念。本站在建设过程中的工程名为“清江路口站”。

## 车站构造
文化宫站为地下三层双柱三跨结构，两条线路各有1个岛式站台，是成都地铁4、7号线换乘站，采用“T”型换乘，共设置5个主要出入口（其中一个预留出入口，两个紧急出入口）及2组6个风亭；7号线车站有效站台总长182.9米，标准段宽22.5米，基坑深27米，主体建筑面积约为10648.35平方米，总建筑面积约为14761.75平方米。
|                              |  | 4号线往万盛（清江西路） |
| 島式 · 開左邊车门 · 往 7号线 |  |                         |
|                              |  | 4号线往西河（西南财大） |

|                              |  | 7号线外环（东坡路）     |
| 島式 · 開左邊车门 · 往 4号线 |  |                         |
|                              |  | 7号线内环（金沙博物馆） |

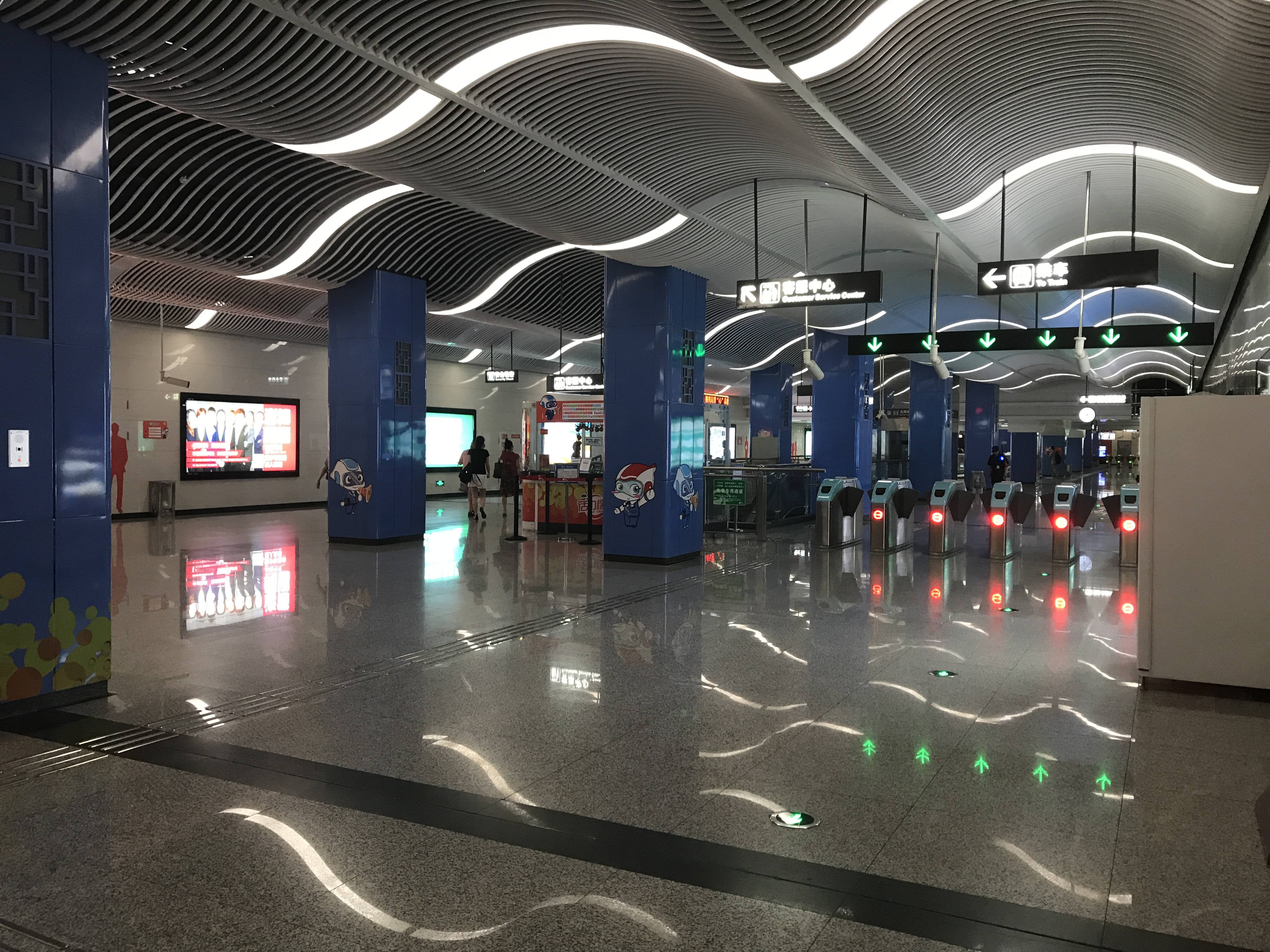
4号线站厅层
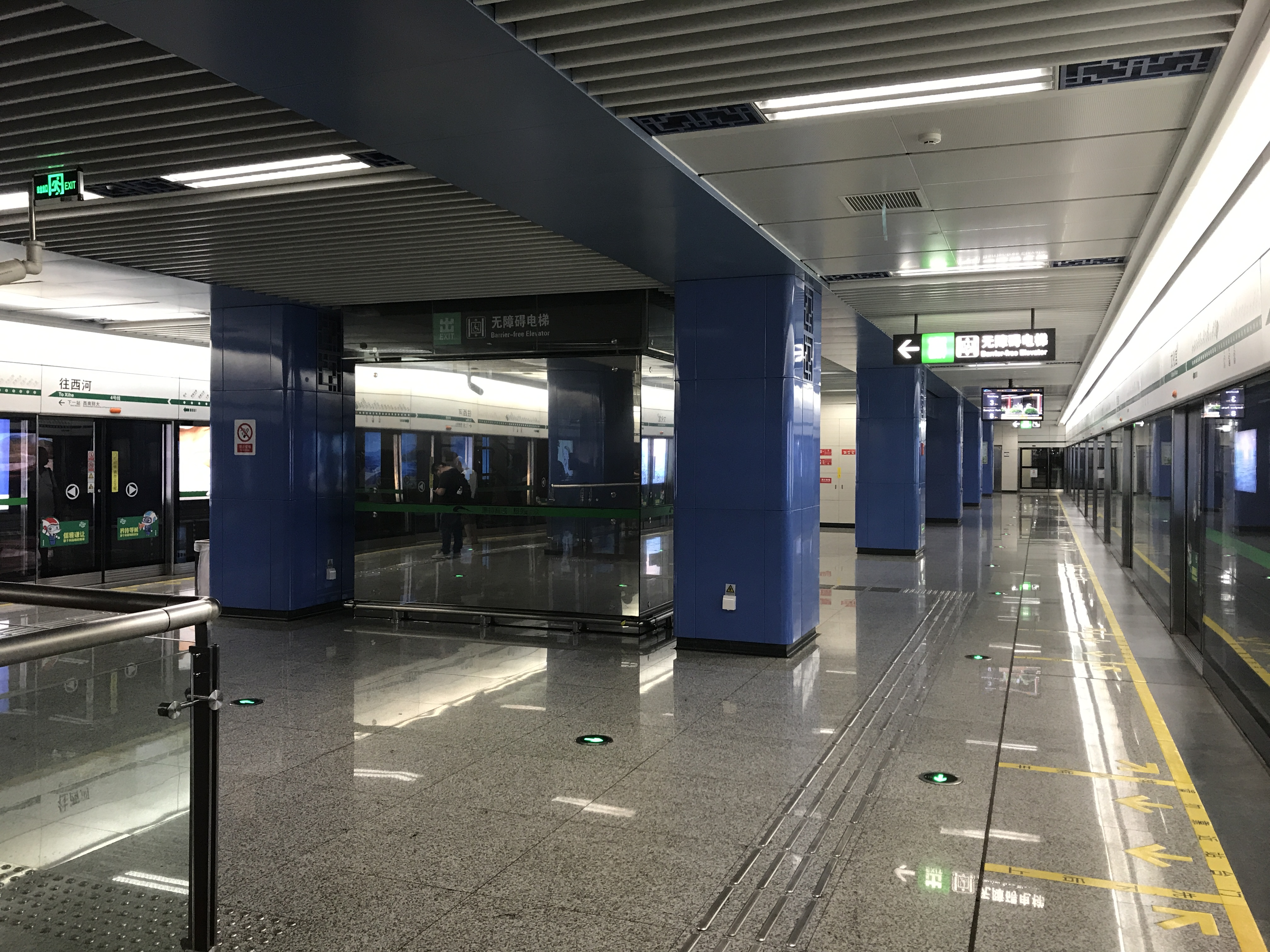
4号线站台层
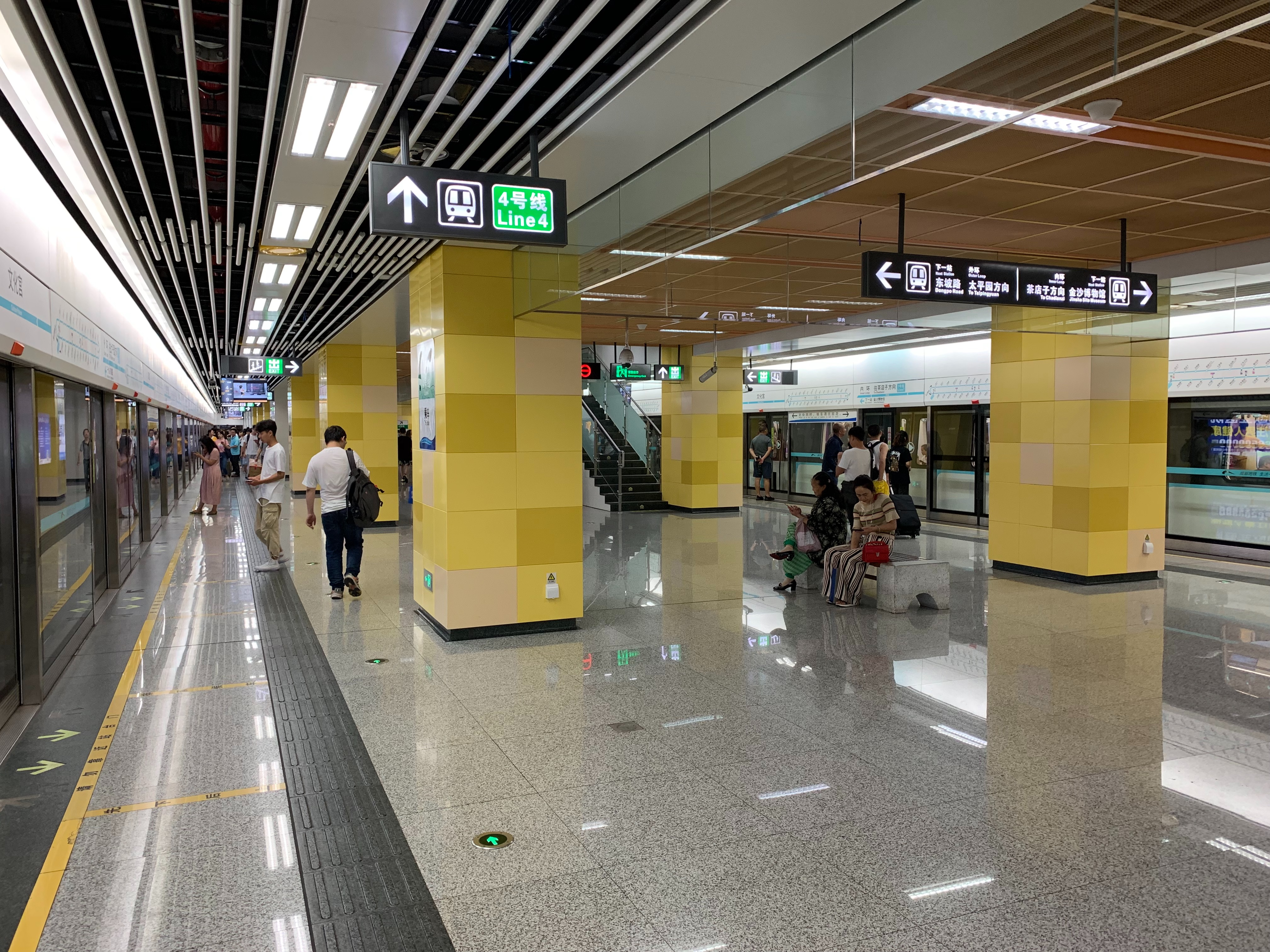
7号线站台层
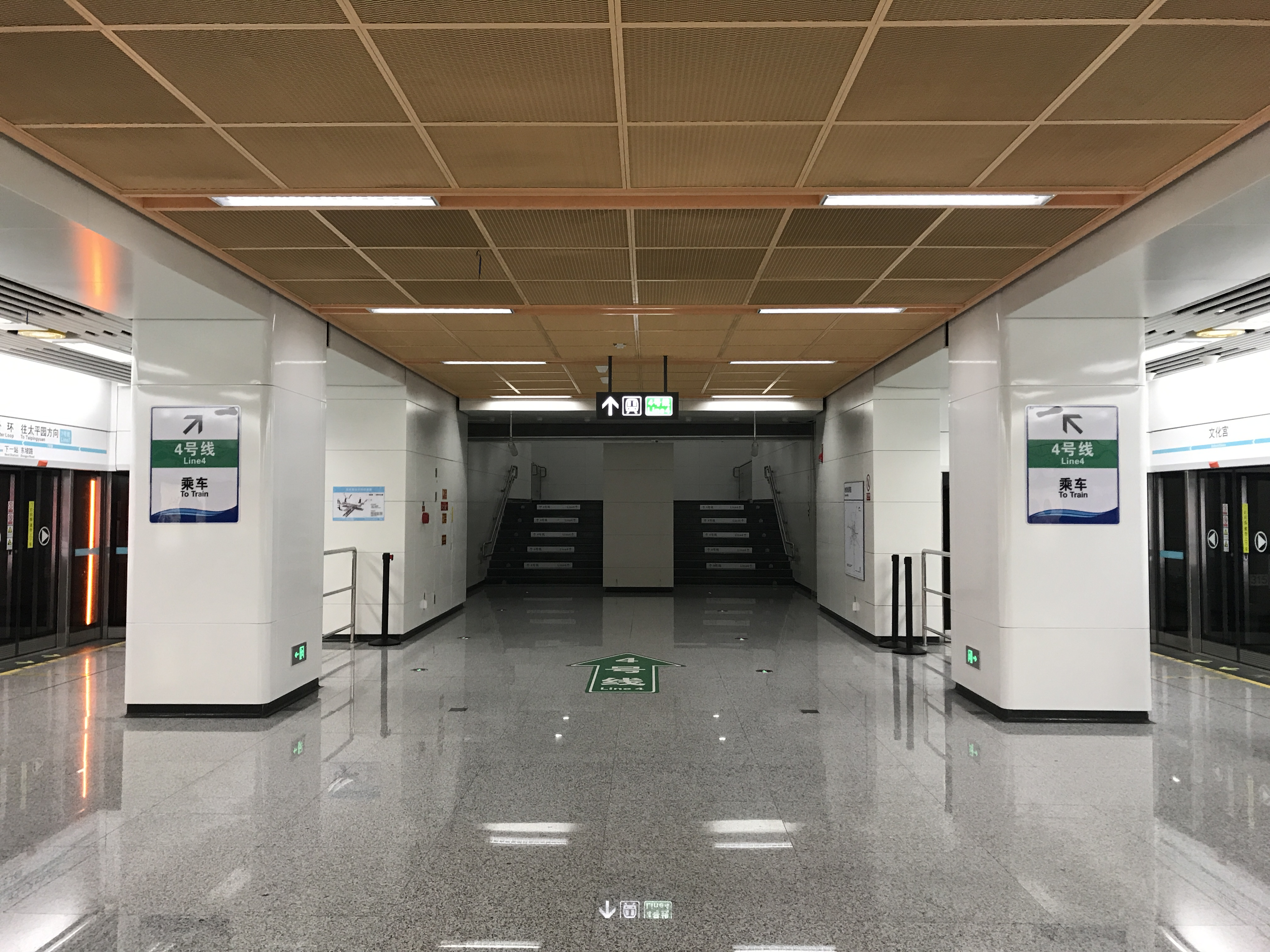
7号线至4号线单向换乘通道

## 内装与公共艺术
本站设计主题：现代文化发展。
本站4号线部分的装修采用了现代化的流线型设计元素，从艺术上，流线型与未来主义和象征主义一脉相承，从美学上以流畅的线条高低起伏展现出柔美的运动，流线型设计曾有“世界上最美”美誉，它极富表现力，流畅的线条运动寓意着发展，与成都市劳动人民文化宫建立60年来随时代不断进步发展文化相呼应。
本站7号线部分沿用7号线标准站西面装修风格，主题色为象征秋天的黄色。

### “活力橙”主题车站
本站装饰主题为：活力橙。
“活力橙”源于在4号线的筹备过程中一个暖心小故事。2015年8月20日，在连续加班加点2周后，本站终于顺利完成了接管移交。当晚8时许，当成都地铁运营有限公司工作人员终于可以坐下来吃口饭的时候，一个参与接管工作的站务女孩子欢快地说了一句：“诶，都忘了口袋里还有个橙子呢。来来来，秉持真‘橙’，服务大众!”一时间大家都乐了，酸甜芳香的一个橙子和一句“秉持真诚 · 服务大众”缓解了大家身体的疲惫，成为本站接站当天的特别记忆。本站以温暖的“橙色记忆”作为主色调，按照“活力之城，文明之乘，创业尽成”的思路，通过生动形象的“乘法口诀”，简洁易懂的“活力秘籍”，亲切可爱的卡通形象，以灯箱海报、主题墙面、导向标识等方式，展现城市活力、倡导文明出行、传递创新力量。

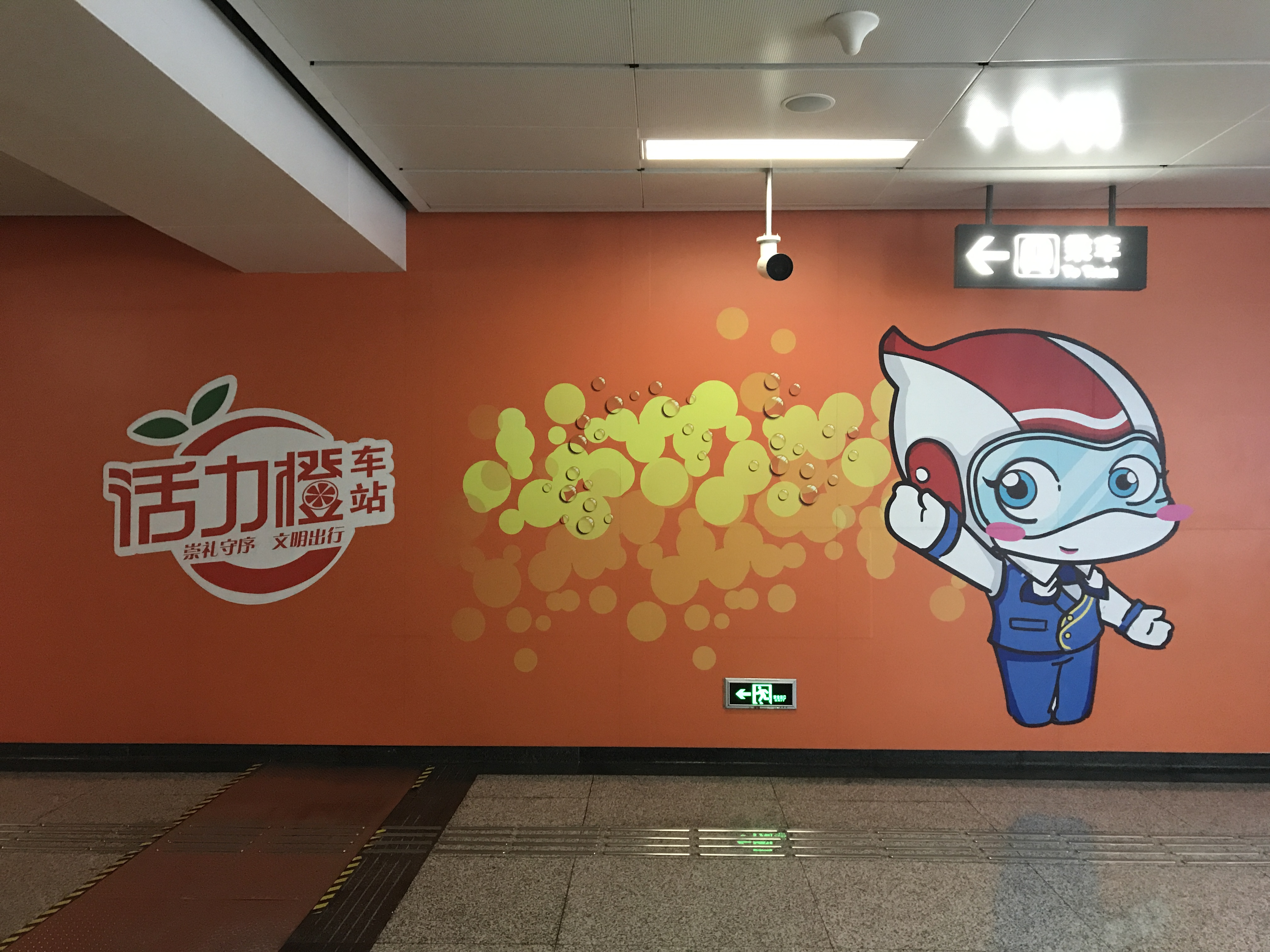
“活力橙”主题车站
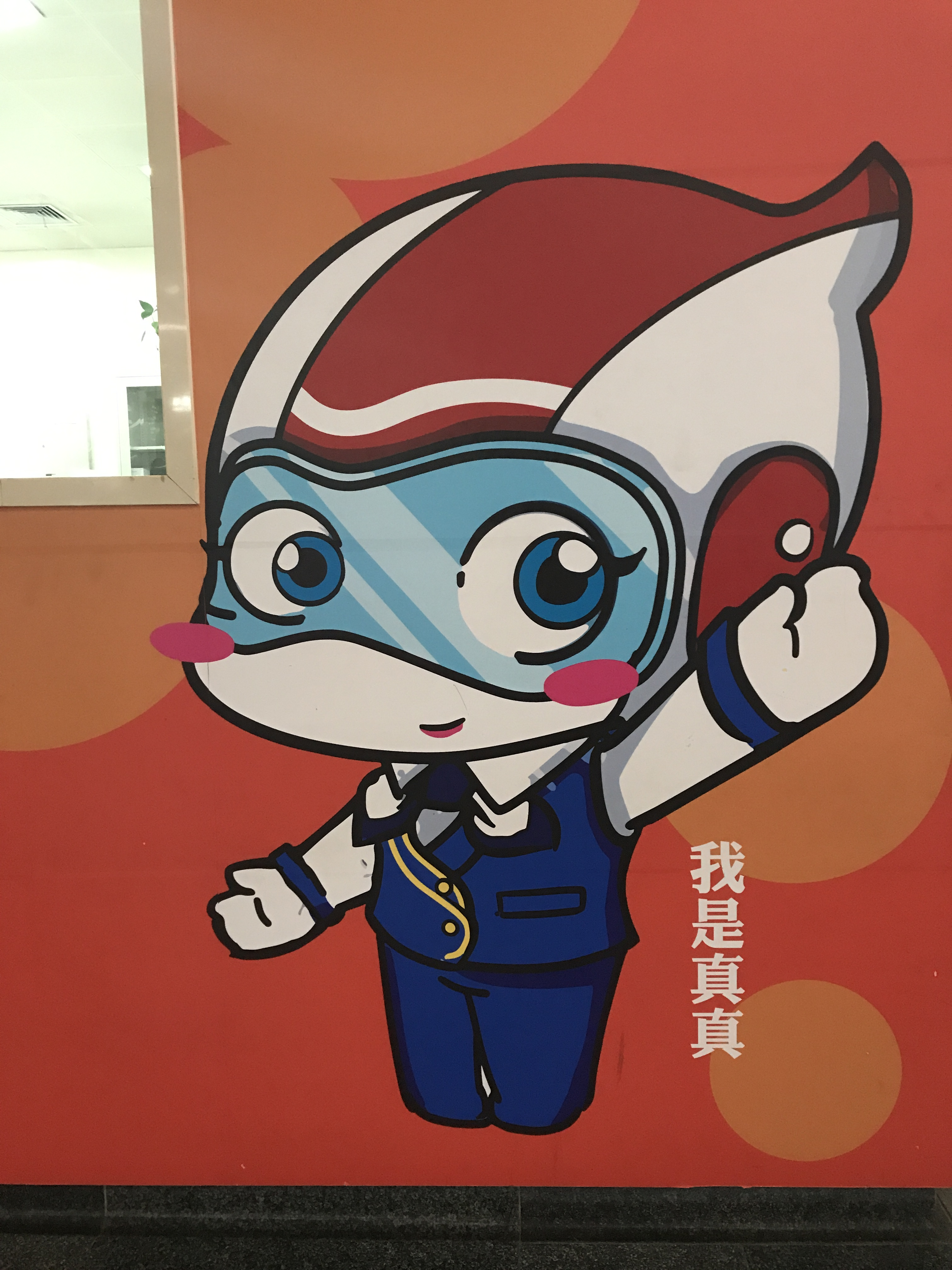
成都地铁拟人化卡通形象——真真
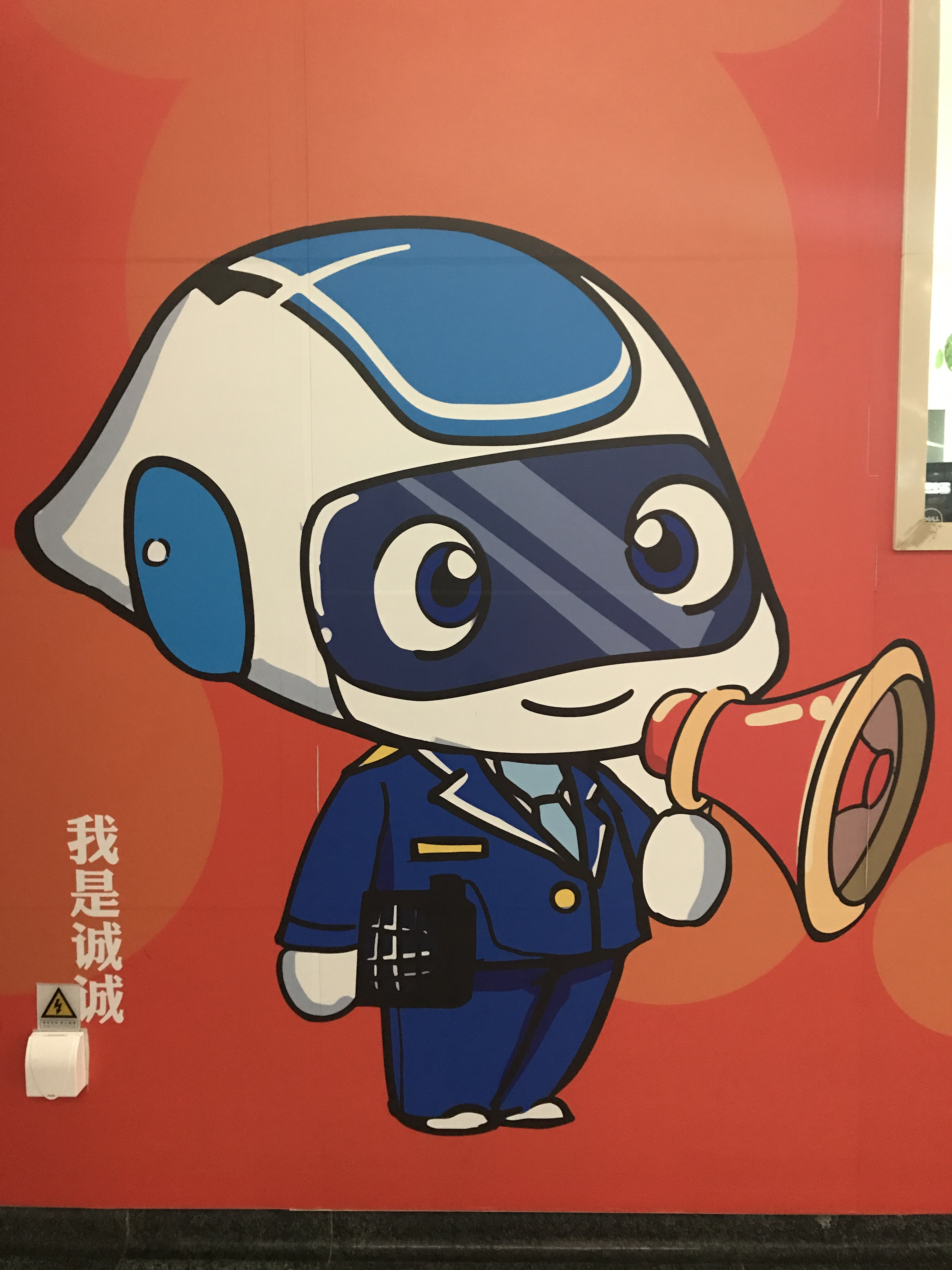
成都地铁拟人化卡通形象——诚诚

## 出入口
本站目前开放8个出入口。与中国人力资源产业园的连通口原本被称作C3口和C4口，目前已取消编号。
|              |                         |                                                      |      |
|              |                         |                                                      |      |
| 编号         | 设施                    | 指示                                                 | 照片 |
|              | 无障碍电梯              | 清江中路、中环路青羊大道段、成都市劳动人民文化宫     |      |
| 出口 · A · 2 |                         | 中环路青羊大道段、清江中路、成都市劳动人民文化宫     |      |
| 出口 · B     |                         | 清江中路、中环路青羊大道段、西南财经大学光华校区     |      |
| 出口 · C · 1 | 无障碍卫生间            | 中环路青羊大道段、清江中路、双锦路                   |      |
| 出口 · C · 2 |                         | 清江中路、中环路青羊大道段、金沙公交枢纽站、锦屏南路 |      |
| 出口 · D · 1 |                         | 清江中路                                             |      |
| 出口 · D · 2 |                         | 中环青羊大道段                                       |      |
| 出口 · E     | 无障碍电梯 无障碍卫生间 | 中环路青羊大道段、贝森路、成都市劳动人民文化宫       |      |

## 公交配套
- 金沙公交枢纽站[7]
  - 普通公交：5路、13路、32路、64路、77路、78路、105路、111路、123路、309路、705A路、736路
  - 高峰公交：G12路、G28路、G103路、G107路、G151路
  - 快速公交：K1/K2线、K5线、K11线、K15A、天府国际机场公交专线2号线
  - 夜间公交：夜间12路、夜间15路、夜间16路
  - 社区巴士：1157路
- 地铁文化宫站
  - 普通公交：37路、77路、83路、84路、100路、309路、415路、445路
  - 高峰公交：G66路
  - 快速公交：K5线

## 历史
- 2012年4月4日，4号线车站启动主体施工[8]。
- 2013年6月3日，4号线车站主体结构封顶[9]。
- 2014年10月24日，7号线车站主体结构封顶[4]；
- 2015年12月26日，4号线车站正式启用[1]；
- 2017年12月6日，7号线车站正式启用[10]。